# رافائل تریسی

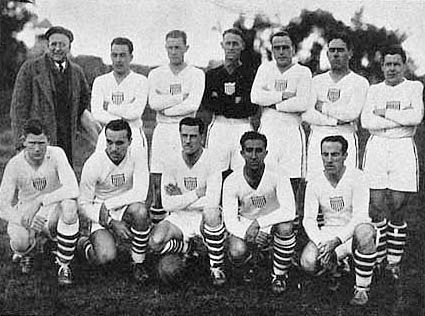
تیم فوتبال ایالات متحده در جام جهانی ۱۹۳۰

رافائل تریسی (انگلیسی: Raphael Tracey؛ ۶ فوریهٔ ۱۹۰۴ – ۶ مارس ۱۹۷۵) یک بازیکن فوتبال اهل ایالات متحده آمریکا بود.
وی همچنین در تیم ملی فوتبال ایالات متحده آمریکا بازی کرده‌است.